# Хостинский район
Хо́стинский райо́н — один из четырёх внутригородских районов города Сочи, расположенного в Краснодарском крае России. Это четвёртый по населению район Сочи.

## География
Район расположен на берегу Чёрного моря и склонах отрогов Главного Кавказского хребта в междуречье Верещагинки и Кудепсты также на севере района протекает река Белая
Большая часть подчинённых району сельских округов относится к Сочинскому национальному парку, который на севере переходит в Кавказский государственный природный биосферный заповедник.
Вдоль берега моря, с четко выраженным мысом Видным, район протянулся на 13 км. Площадь в пределах городской черты г. Сочи составляет 31,57 км².
Район граничит со всеми остальными районами города: на западе — с Лазаревским и Центральным, на востоке — с Адлерским. На севере (Барановский сельский округ) на границе с Адыгеей находится высшая точка района — гора Фишт (2867,7 м). Вершины в средней части предгорья: Амуко (1918,1 м), Большая Чура (2250,7 м) и др.

## История
10 августа 1934 года Президиумом ВЦИК Сочинскому горсовету из состава Сочинского района был переподчинён Хостинский поселковый совет (курортный посёлок Хоста), а в 1951 году он как курортный посёлок был упразднён и 18 апреля 1951 года вместе с прилегающими населёнными пунктами преобразован в Хостинский район в составе города Сочи в границах между рек Кудепста и Агура.
10 февраля 1961 года к городу присоединяются Адлерский и Лазаревский районы, собственно город Сочи преобразуется в Центральный район, после чего границы Хостинского района 7 апреля 1961 года расширяются в сторону центра Сочи до реки Верещагинки (в прибрежной части поглотив в черту города нынешние микрорайоны Малый Ахун, Мацеста, Бытха, Светлана, а также более отдалённые от берега бывшие сёла Нижний Юрт, Соболевка, Краевско-Гречесское, Нижне-Николаевское) и до села Пластунка на реке Сочи в предгорной части.
По состоянию на 1985 год Хостинскому району г. Сочи подчинены Раздольский и Барановский сельсоветы, которые в 1990-е годы были преобразованы в сельские округа.

## Состав района
В состав района входит территория городской черты вдоль побережья Чёрного моря, включающая несколько микрорайонов, крупнейшие из которых (от центра Сочи на юго-восток): Светлана, Бытха, Мацеста, Малый Ахун, Хоста, Кудепста.
Району также подчинены 2 сельских округа:
| № | Сельский округ             | Административный центр                  | Количество населённых пунктов | Население (чел.) | Карта |
| - | -------------------------- | --------------------------------------- | ----------------------------- | ---------------- | ----- |
| 1 | Барановский сельский округ | микрорайон Макаренко (Заречный) г. Сочи | 4                             | ↗7973            |       |
| 2 | Раздольский сельский округ | село Краевско-Армянское                 | 7                             | ↗7535            |       |

### Населённые пункты
Району (через сельские округа) подчинены 11 сельских населённых пунктов
| №  | Населённый пункт   | Тип нп | Население | Сельский округ             |
| -- | ------------------ | ------ | --------- | -------------------------- |
| 1  | Барановка          | село   | ↗3943     | Барановский сельский округ |
| 2  | Богушёвка          | село   | ↗349      | Раздольский сельский округ |
| 3  | Верхний Юрт        | село   | ↗3954     | Барановский сельский округ |
| 4  | Верховское         | село   | ↗184      | Раздольский сельский округ |
| 5  | Измайловка         | село   | ↘1290     | Раздольский сельский округ |
| 6  | Краевско-Армянское | село   | ↗3709     | Раздольский сельский округ |
| 7  | Пластунка          | село   | ↗2270     | Барановский сельский округ |
| 8  | Прогресс           | село   | ↗1608     | Раздольский сельский округ |
| 9  | Раздольное         | село   | ↗5460     | Раздольский сельский округ |
| 10 | Русская Мамайка    | село   | ↗398      | Барановский сельский округ |
| 11 | Семёновка          | село   | ↗237      | Раздольский сельский округ |

## Население

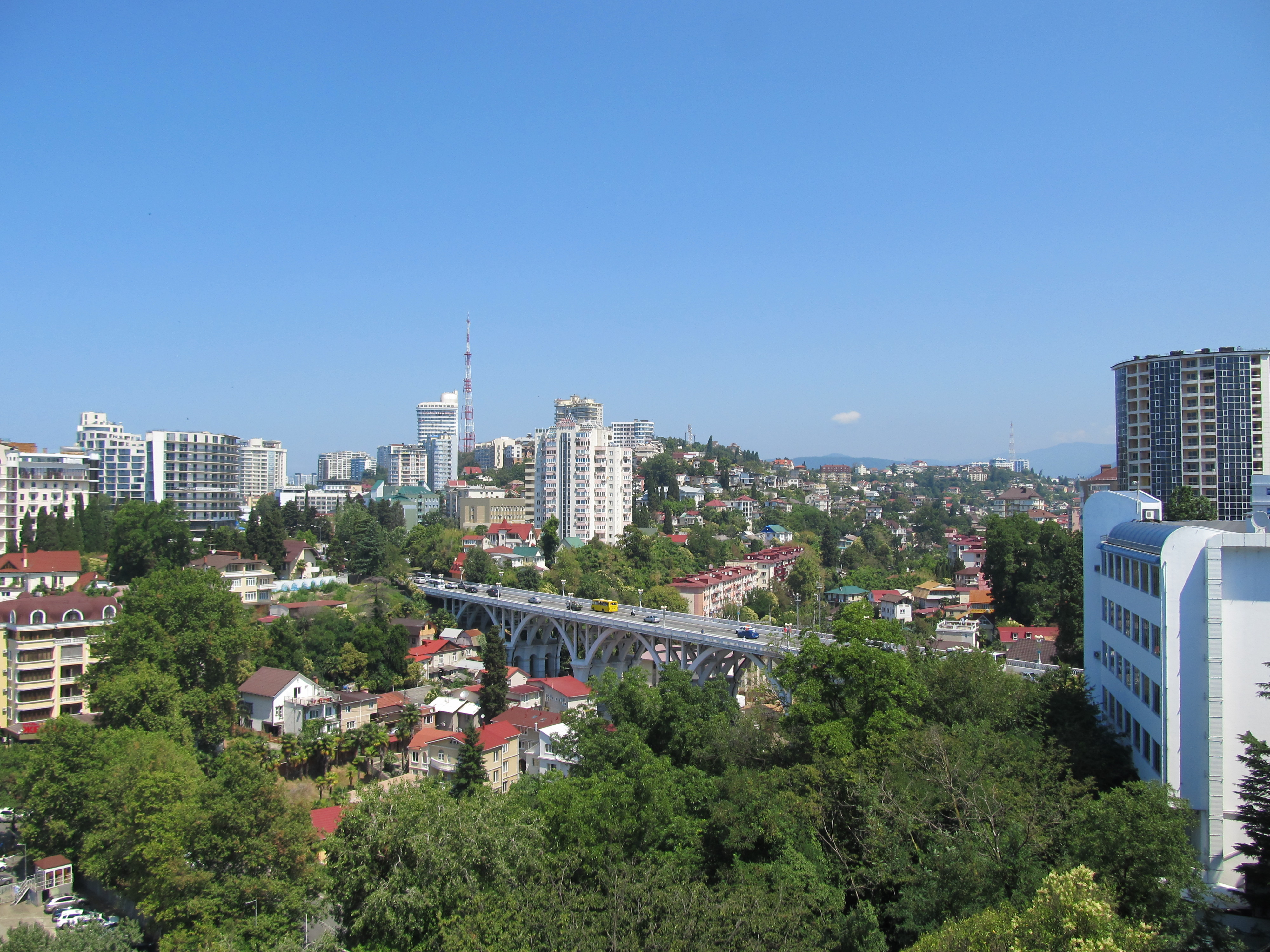
Верещагинский виадук (Светланинский виадук), микрорайона Светлана города Сочи

Население района, включая сельские округа, составляет 97 325 чел. (2023), в пределах городской черты — 75 466 чел. (2023), в сельской местности — 21 859 чел. (2023 год).
Район с учётом подчинённых сельских округов (составляющих городской округ города Сочи)
| 2010    | 2012    | 2013    | 2014    | 2015    | 2016    | 2017    | 2018    | 2019    |
| ------- | ------- | ------- | ------- | ------- | ------- | ------- | ------- | ------- |
| 80 737  | ↗82 211 | ↘80 053 | ↗85 185 | ↗87 040 | ↗89 459 | ↗91 013 | ↗92 762 | ↗95 840 |
| 2020    | 2021    | 2023    |         |         |         |         |         |         |
| ↗97 619 | ↗97 735 | ↘97 325 |         |         |         |         |         |         |

## Гостиничный бизнес
- Рэдиссон САС Лазурная